# Аберистуит
Абери́стуит (англ. Aberystwyth [ˌæbəˈrɪstwɪθ], валл. Aberystwyth [abɛrˈəstʊɨθ]) — город в Уэльсе, в графстве Кередигион, в устье рек Истуит и Рейдол, на берегу Кардиганского залива. Экономическая и культурная столица Центрального Уэльса. В Аберистуите расположена Национальная библиотека Уэльса и Университет Аберистуита. Население 12 250 человек (2010, перепись; без учёта студентов).

## История
Первые поселения в районе Аберистуита датируются VIII в. до н. э., однако история города начинается с 1109 года. В 1277 году английский король Эдуард I перестроил замок. В ходе восстания Оуайна Глендура замок был в руках мятежников.
В XV веке официально основывается город Лампадарн: это название связано с тем, что изначально это поселение называлось Llanbadarn Gaerog, укреплённый Лланбадарн (в отличие от Большого Лланбадарна, Лланбадарн-Ваур — деревни, расположенной неподалёку). Тем не менее уже ко времени Елизаветы I город называется Аберистуит (от валлийского aber Ystwyth, 'устье Истуита').
Во время Английской революции замок Аберистуита был уничтожен войсками парламента.
В 1860-е годы Аберистуит был связан железнодорожной веткой с Махинллетом и стал весьма популярен как морской курорт. Это привело к буму строительства гостиниц на знаменитой набережной. Одна из этих гостиниц не была достроена, так как её хозяева обанкротились. В 1872 году в этом здании был основан Уэльский университетский колледж (теперь Университет Аберистуита).
Сейчас Аберистуит — университетский город (при населении около 12 тыс. человек в университете учатся ещё почти 10 тыс. студентов), важный транспортный узел и туристский центр.

## Достопримечательности
- Набережная и пирс
- Конституционный холм и фуникулёр
- Университет Уэльса, Аберистуит
- Национальная библиотека Уэльса
- Железная дорога долины Рейдола — историческая железная дорога узкой колеи, работающая паровозной тягой.

Аберистуит также является отличной базой для исследования красот центрального Уэльса.

## Транспорт
В городе встречаются два шоссе: A44, приходящее с востока, и A487, соединяющее Аберистуит с Фишгардом на юге и с мостом Британия на севере. Аберистуит является конечной станцией прибрежной ветки «Кембрийской линии», связующей его с городами Пуллхели и Уэлшпулом, а также с Бирмингемом.

## Интересные факты
- С июня 2008 года по май 2009 года мэром города была Сью Джонс-Дэвис, валлийская актриса, известная по роли Юдифь в фильме Житие Брайана по Монти Пайтону.
- Город упоминается в романе Виктора Гюго «Человек, который смеётся» как одно из мест, по которым путешествовали Урсус и Гомо.